# Frederic Eggleston
Pour les articles homonymes, voir Eggleston.
Frederic William Eggleston (1875-1954) est un avocat, homme politique et diplomate australien.
Membre du parlement de l'État de Victoria de 1920 à 1927, il a été ministre fédéral de l'Approvisionnement en eau (1924) et des Chemins de fer (1924-1926) parallèlement à sa charge de procureur général de Victoria (en) (1924-1927). 
En 1941, il est anobli et nommé premier représentant diplomatique australien en Chine (en) (1941-1944) ; il est ensuite envoyé aux États-Unis (en) (1944-1946).